# República de Bouillon
La república de Bouillon (en francés République Bouillonnaise) fue un efímero estado que existió como sucesor del ducado de Bouillon entre abril de 1794 y octubre de 1795, en la zona limítrofe entre Francia y los Países Bajos Austríacos (actual Bélgica). La república de Bouillon fue una de las «repúblicas hermanas», estados satélite creados por la Primera República Francesa.

## Ducado de Bouillon
El ducado de Bouillon fue un pequeño estado de unos 230 km² y unos 12.000 habitantes (1790). Estaba formado por la población de Bouillon y el territorio circundante, situado entre Francia y el ducado de Luxemburgo, entonces parte de los Países Bajos Austríacos y actualmente de Bélgica. Era un estado autónomo sometido al protectorado de Francia desde que las tropas francesas ocuparon la villa al Principado de Lieja en 1676. Sus soberanos, los duques de Bouillon, eran nobles franceses que poseían asimismo los títulos de príncipes de Turena y señores de la Tour d'Auvergne. Los últimos duques no residían en el ducado, sino en Francia.
El penúltimo duque, Godofredo II de Bouillon (1728-1792), era un noble ilustrado favorable a los ideales reformistas de la Revolución francesa. El 24 de febrero de 1790 hizo partícipe mediante un edicto a su pequeño estado de la vía de las reformas que se estaba imponiendo en la vecina Francia. El 26 de mayo de 1790 la Asamblea General (Parlamento) del Ducado de Bouillon abolió los derechos señoriales y feudales en el Ducado. El 23 de marzo o el 1 de mayo de 1792 el ducado de Bouillon se convirtió en una monarquía constitucional. 
Sin embargo, el 19 de noviembre de 1792 el Ducado fue ocupado por tropas francesas en su lucha contra la Primera Coalición durante la campaña que lanzaron contra los Países Bajos Austríacos. En diciembre falleció el duque y fue sucedido por su hijo, Jacques-Léopold de la Tour d'Auvergne, que el 7 de febrero de 1794 fue detenido durante el régimen del Terror en Francia.

## Proclamación de la República
Constatando que no era temporalmente posible ponerse en contacto con su soberano, la Asamblea General convocó una asamblea extraordinaria de los representantes del pueblo de Bouillon. Esta asamblea proclamaría el 24 de abril de 1794 mediante un decreto la República de Bouillon. Fuentes posteriores estimaron de todas formas que la Asamblea General no hubo jamás proclamado el fin de la monarquía ducal sino que solo reafirmó la esencia democrática y popular del estado y lo transfirió de la autoridad ejecutiva a un consejo creado ad hoc. Los documentos posteriores no mencionarían más la figura del duque ya que este se encontraba prisionero en Francia.
El territorio estaba ocupado por un batallón del 32.º regimiento de infantería, reforzado por húsares y artillería, dirigido por el general Marchand. Las tropas austríacas del general Beaulieu vencieron a los franceses. La plaza de Bouillon dejó de estar ocupada y los delegados de la población pidieron protección a Francia.
El territorio de Bouillon fue anexionado por Francia el 25 de octubre de 1795 y fue integrado en el departamento de Ardenas, no sin que la Asamblea General emitiera su público desacuerdo. El duque murió el 7 de febrero de 1802 sin descendencia.

## Final
En abril de 1814 finalizó la ocupación francesa, siendo sustituida por la ocupación de las potencias aliadas. El Ducado fue brevemente restaurado con un almirante británico al frente, Philippe Dauvergne, emparentado con la antigua familia ducal y teórico sucesor legítimo al frente del ducado; pero su candidatura fue contestada por otro pariente Charles-Alain-Gabriel de Rohan-Guéméné, general austríaco. Sin embargo, estas candidaturas quedaron en saco roto, ya que el Congreso de Viena consagró el 9 de junio de 1815, la integración del ducado de Bouillon en el Gran Ducado de Luxemburgo y consiguientemente en los Países Bajos. Una vez producida la Revolución belga entre 1830-31 Bouillon pasó a formar parte de Bélgica y más concretamente de su provincia de Luxemburgo en la región de Valonia.
- Datos: Q2313140